# Herrengrotte
Die Herrengrotte (Katasternummer 1865/5), historisch auch Herrenloch genannt, ist eine Höhle bei Schwarzau im Gebirge an der Schwarza in Niederösterreich.

## Lage und Zustieg
Die Höhle liegt am Handlesberg links im Tal gut 100 Höhenmeter südwestlich oberhalb des Ortes in der Klafterwand. Sie ist auf einer Forststraße vom Zugang des Naturparks Falkenstein beim Badeteich oder am Wanderweg vom ehemaligen Gasthof Gruber zum Falkenstein leicht zu erreichen und liegt direkt oberhalb der Forststraße.
Das Portal der insgesamt 25 Meter langen Höhle hat eine Breite von 10 Meter und eine Höhe von 6 Meter, an welches sich eine bis zu 13 Meter breite und bis zu 11 Meter hohe Halle anschließt. Der Boden dieser Halle steigt nach sieben Meter leicht an.

## Geschichte
Die Höhle ist eine historische Fluchthöhle.
Als während der Wiener Türkenbelagerung 1529 Janitscharentruppen, marodierende Freischärler, die in weitem Umkreis plünderten, auch Schwarzau heimsuchten, ist überliefert, dass die Einwohnerschaft sich  in die Wälder der Umgebung geflüchtet hatte. Ort und Kirche wurden gebrandschatzt, aber der Einfall forderte keine Opfer.
Archäologische Grabungen in der Höhle haben bestätigt, dass das Herrenloch in dieser Zeit genutzt wurde. Es dürfte eine durchdachtere Verteidigungsstellung gewesen sein, zusammen mit dem nahen Pfeiferloch, und die Frauen und Kinder werden wohl weiter oberhalb im Frauenloch untergebracht worden sein.